# Pratjekabudda
Pratjekabudda (skt. pratyekabuddha; pali pacceka-buddha; tyb. rang rgyal) – w buddyzmie człowiek urzeczywistniający Dharmę samotnie, niezależny od nauczyciela. Przedmiotem jego medytacji jest głównie dwunastoczęściowy łańcuch zależnego powstawania, analizowany od końca. Urzeczywistnia nie-ja jednostki oraz połowicznie brak własnej tożsamości zjawisk, przez co osiąga stan arhata. Pratjekabudda nie naucza Dharmy.

## Źródło w sutrach
Budda Gotama wspominał o paccekabuddha w Isigili (Sutta). Tam przebywając na górze Isigili opowiadał mnichom o 500 paccekabuddha, którzy tutaj mieszkali. Oto kilku z nich:

Imiona tych niezwykłych istot, którzy wolni są od rozpaczy i pragnienia, którzy pokonali swe namiętności, i osiągnęli osobiste oświecenie, szlachetni spośród ludzi. Przedstawie ich wam. Posłuchajcie mnie: 
Arittha, Uparittha, Tagarasikhi, Yasassi, Sudassana, Piyadassi Oświecony. Gandhara, Pindola i Upasabha, Nitha, Tatha, Sutava, Bhavitatta.
Sumbha, Subha, Methula, Atthama, a także Megha, Anigha, Sudatha są paccekabuddhami, którzy zniszczyli pragnienie stawania się. Hingu i Hinga o wielkiej mocy.
Dwaj mędrcy Jali i Atthaka, a także Kosala Oświecony, a także Subahu, Upanemisa, Nemisa, Santacitta, Sacca, Tatha, Viraja, i Pandita.
Kala, Upakala, Vijita i Jita, Anga i Panga oraz Gutijjita. Passi usunął skalania, korzeń cierpienia. Aparajita, zwycięzca mocy Mary.
Sattha, Pavatta, Sarabhanga, Lomahamsa, Uccangamaya, Asita, Anasava. Manomaya i Bandhuma, niszczyciele pychy; Tadadhimutta, Vimala, i Ketuma.
Ketumbaraga i Matanga, Ariya. A także Accuta i Accutagamabyamaka. Sumangala, Dabbila, Suppatitthita, Asayha, Khemabhirata, i Sorata.
Durannaya, Sangha, i Uccaya, a także mędrzec Sayha posiadający subtelną energię. Ananda, Nanda, Upananda, dwunastu paccekabuddhów, Bharadvaja dzierżący swe ostatnie ciało.
Bodhi, Mahanama, a także Uttara; Kesi, Sikhi, Sundara, i Bharadvaja. Tissa, Upatissa, Upasidari, niszczyciel pęt stawania się, i Sidari, niszczyciel pragnienia.
Mangala był paccekabuddhą wolnym od żądzy, Usabha, który zniszczył usidlający korzeń cierpienia. Upanita, który osiągnął stan Spokoju (Nibbana), Uposatha, Sundara, i Saccanama.
Jeta, Jayanta, Paduma, i Uppala; Padumuttara, Rakkhita, i Pabbata. Manatthaddha, Sobhita, Vataraga, a także paccekabuddha Kanha o doskonale uwolnionym umyśle.
Ci oraz inni to paccekabuddhowie o wielkiej mocy, którzy zniszczyli pragnienie stawania się. Oddajcie cześć tym wielkim mędrcom o niezmierzonej [cnocie], którzy przekroczyli ponad wszystkimi pętami i osiągnęli Parinibbanę."

O paccekabuddhach wspomina się, że powstają w okresie kiedy nie ma Buddy Powszechnego (pali. Sammasambuddha) i nie ma kto stworzyć Dharmy. Według buddyzmu therevady jakość oświecenia paccekabuddhy jest identyczna z oświeceniem Buddy Powszechnego i Savakabuddhy (Oświeconego Przez Słuchanie, Ucznia).